# Gymnopapuaia bicincta
Gymnopapuaia bicincta är en tvåvingeart som först beskrevs av Stein 1907.  Gymnopapuaia bicincta ingår i släktet Gymnopapuaia och familjen husflugor. Inga underarter finns listade i Catalogue of Life.